# Коростишівська міська рада
Корости́шівська міська́ ра́да Коростишівської міської територіальної громади (до 2016 року — Коростишівська міська рада) — орган місцевого самоврядування Коростишівської міської територіальної громади Житомирського району Житомирської області. Розміщення — місто Коростишів.

## Склад ради

### VIII скликання
Рада складається з 26 депутатів та голови.
25 жовтня 2020 року, на чергових місцевих виборах, було обрано 26 депутатів ради, з них (за суб'єктами висування): «Слуга народу» — 4, «Європейська Солідарність», «Наш край», Всеукраїнське об'єднання «Батьківщина» та «Сила і честь» — по 3, «Голос», «Пропозиція», Радикальна партія Олега Ляшка, «Опозиційна платформа — За життя» та Всеукраїнське об'єднання «Свобода» — по 2.
Головою громади обрали позапартійного висуванця «Пропозиції» Івана Кохана, чинного Коростишівського міського голову.

### Перший склад ради громади (2016р.)
Рада складається з 34 депутатів та голови.
Перші вибори депутатів ради громади та міського голови відбулись 18 грудня 2016 року. Було обрано 34 депутати, котрі представляють вісім місцевих осередків партій: 7 — Всеукраїнське об'єднання «Свобода», 6 — Всеукраїнське об'єднання «Батьківщина», по 5 — БПП «Солідарність» та «Воля», 4 — Об'єднання «Самопоміч», 3 — Радикальна партія Олега Ляшка, по 2 — «Народний контроль» та Народна партія.
Головою громади обрали чинного Коростишівського міського голову, позапартійного самовисуванця Івана Кохана.

### VI скликання
За результатами місцевих виборів 2010 року депутатами ради стали:

#### За суб'єктами висування
| Суб'єкт висування                                       | Кількість обраних депутатів | %    |
| ------------------------------------------------------- | --------------------------- | ---- |
| Політична партія Всеукраїнське об'єднання «Батьківщина» | 10                          | 25   |
| Політична партія «Сильна Україна»                       | 8                           | 20   |
| Партія регіонів                                         | 7                           | 17,5 |
| Народна партія                                          | 5                           | 12,5 |
| Політична партія «Фронт Змін»                           | 5                           | 12,5 |
| Політична партія Народний Рух України                   | 2                           | 5    |
| Комуністична партія України                             | 1                           | 2,5  |
| Партія Зелених України                                  | 1                           | 2,5  |
| Партія «Народна влада»                                  | 1                           | 2,5  |

#### За округами
| № округу                                                | Прізвище, ім'я, по батькові     | Дата визнання обраним | Освіта             | Партійна приналежність                        | Відомості про обраного депутата                         |
| ------------------------------------------------------- | ------------------------------- | --------------------- | ------------------ | --------------------------------------------- | ------------------------------------------------------- |
| Комуністична партія України                             |                                 |                       |                    |                                               |                                                         |
| б/м                                                     | Лінивий Василь Павлович         | 03.11.2010            | вища               | член Комуністичної партії України             | пенсіонер                                               |
| Народна Партія                                          |                                 |                       |                    |                                               |                                                         |
| б/м                                                     | Кропивницька Антоніна Петрівна  | 03.11.2010            | вища               | член Народної партії                          | Коростишівська міська рада, секретар міської ради       |
| б/м                                                     | Вдовенко Юрій Васильович        | 03.11.2010            | вища               | член Народної партії                          | Коростишівська гімназія № 5, директор                   |
| 5                                                       | Панченко Леонід Володимирович   | 03.11.2010            | середня спеціальна | член Народної партії                          | пенсіонер                                               |
| 10                                                      | Ленський Ігор Олексійович       | 03.11.2010            | вища               | позапартійний                                 | приватний підприємець                                   |
| 19                                                      | Сельчук Віктор Юрійович         | 03.11.2010            | вища               | член Народної партії                          | Кропивнянське лісництво, лісничий                       |
| Партія Зелених України                                  |                                 |                       |                    |                                               |                                                         |
| б/м                                                     | Казмірська Ліна Євгенівна       | 03.11.2010            | вища               | позапартійна                                  | Коростишівський педагогічний коледж, викладач           |
| Партія «Народна влада»                                  |                                 |                       |                    |                                               |                                                         |
| б/м                                                     | Тильчик Галина Климівна         | 03.11.2010            | вища               | член Партії «Народна влада»                   | ПП Цех по обробці граніту                               |
| Партія регіонів                                         |                                 |                       |                    |                                               |                                                         |
| б/м                                                     | Цапун Сергій Миколайович        | 03.11.2010            | середня спеціальна | член Партії регіонів                          | приватне підприємство, директор                         |
| б/м                                                     | Якутчик Микола Олександрович    | 03.11.2010            | вища               | член Партії регіонів                          | ВАТ «Коростишівгаз», головний інженер                   |
| б/м                                                     | Юзефович Тамара Іванівна        | 03.11.2010            | вища               | член Партії регіонів                          | СП «Іскор», начальник відділу кадрів                    |
| б/м                                                     | Янович Борис Борисович          | 16.11.2010            | вища               | член Партії регіонів                          | пенсіонер                                               |
| 7                                                       | Ломаков Ігор Григорович         | 03.11.2010            | вища               | член Партії регіонів                          | СП «Іскор», головний інженер                            |
| 16                                                      | Войналович Сергій Вікторович    | 03.11.2010            | вища               | член Партії регіонів                          | ВАТ «Укртелеком», начальник                             |
| 20                                                      | Буряченко Людмила Михайлівна    | 24.01.2011            | середня            | член Партії регіонів                          | тимчасово не працює                                     |
| Політична партія Всеукраїнське об'єднання «Батьківщина» |                                 |                       |                    |                                               |                                                         |
| б/м                                                     | Надточій Марина Вікторівна      | 03.11.2010            | вища               | член Всеукраїнського об'єднання «Батьківщина» | Коростишівська міська рада, керуюча справами виконкому  |
| б/м                                                     | Малолєпша Олена Миколаївна      | 03.11.2010            | середня спеціальна | член Всеукраїнського об'єднання «Батьківщина» | тимчасово не працює                                     |
| б/м                                                     | Джунь Вікторія Юріївна          | 03.11.2010            | вища               | член Всеукраїнського об'єднання «Батьківщина» | Коростишівська районна рада, юрист                      |
| б/м                                                     | Капітонов Віктор Вікторович     | 03.11.2010            | вища               | член Всеукраїнського об'єднання «Батьківщина» | Арбітражний суд, арбітражний керуючий                   |
| 6                                                       | Данілова Оксана Андріївна       | 03.11.2010            | середня спеціальна | член Всеукраїнського об'єднання «Батьківщина» | тимчасово не працює                                     |
| 8                                                       | Остапенко Тетяна Володимирівна  | 03.11.2010            | вища               | член Всеукраїнського об'єднання «Батьківщина» | Коростишівська ЦРЛ, акушерка                            |
| 14                                                      | Березяк Ніна Василівна          | 03.11.2010            | середня спеціальна | член Всеукраїнського об'єднання «Батьківщина» | тимчасово не працює                                     |
| 15                                                      | Остапчук Тетяна Олександрівна   | 03.11.2010            | вища               | член Всеукраїнського об'єднання «Батьківщина» | приватний підприємець                                   |
| 17                                                      | Дейчук Лілія Вікторівна         | 03.11.2010            | середня спеціальна | член Всеукраїнського об'єднання «Батьківщина» | тимчасово не працює                                     |
| 18                                                      | Мартинюк Володимир Васильович   | 03.11.2010            | вища               | член Всеукраїнського об'єднання «Батьківщина» | приватний підприємець                                   |
| Політична партія Народний Рух України                   |                                 |                       |                    |                                               |                                                         |
| б/м                                                     | Філончук Володимир Миколайович  | 03.11.2010            | вища               | член Народного Руху України                   | ТОВ «Южтехсервіс», директор                             |
| 13                                                      | Черепанський Сергій Борисович   | 03.11.2010            | середня            | член Народного Руху України                   | приватний підприємець                                   |
| Політична партія «Сильна Україна»                       |                                 |                       |                    |                                               |                                                         |
| б/м                                                     | Шоломіцька Валентина Іванівна   | 03.11.2010            | вища               | член Політичної партії «Сильна Україна»       | приватне підприємство                                   |
| б/м                                                     | Атаманчук Ігор Миколайович      | 03.11.2010            | незакінчена вища   | член Політичної партії «Сильна Україна»       | приватне підприємство                                   |
| б/м                                                     | Коваль Віктор Анатолійович      | 03.11.2010            | середня спеціальна | член Політичної партії «Сильна Україна»       | приватне підприємство                                   |
| 1                                                       | Вдовіна Ольга Валеріївна        | 03.11.2010            | вища               | член Політичної партії «Сильна Україна»       | ПАТ «Страхова група» «ТАС», керуюча продажами           |
| 2                                                       | Буханевич Юрій Леонідович       | 03.11.2010            | вища               | позапартійний                                 | М'ясокомбінат, менеджер                                 |
| 3                                                       | Шуринок Борис Вікторович        | 03.11.2010            | вища               | член Політичної партії «Сильна Україна»       | приватний підприємець                                   |
| 9                                                       | Войцехівський Олег Георгійович  | 03.11.2010            | середня спеціальна | член Політичної партії «Сильна Україна»       | приватний підприємець                                   |
| 11                                                      | Шемчук Тетяна Степанівна        | 03.11.2010            | вища               | позапартійна                                  | загальноосвітня школа № 1, вчитель                      |
| Політична партія «Фронт Змін»                           |                                 |                       |                    |                                               |                                                         |
| б/м                                                     | Чмут Жанна Миколаївна           | 03.11.2010            | вища               | член Політичної партії «Фронт Змін»           | підприємець                                             |
| б/м                                                     | Осадчий Василь Андрійович       | 03.11.2010            | вища               | член Політичної партії «Фронт Змін»           | Коростишівська ЦРЛ, лікар                               |
| б/м                                                     | Ліфшиць Микола Іванович         | 03.11.2010            | середня            | член Політичної партії «Фронт Змін»           | пенсіонер                                               |
| 4                                                       | Каленський Володимир Вікторович | 03.11.2010            | вища               | член Політичної партії «Фронт Змін»           | КП Коростишеврембуд, головний інженер                   |
| 12                                                      | Янчук Віктор Григорович         | 03.11.2010            | вища               | член Політичної партії «Фронт Змін»           | Коростишівська ЦРЛ, завідувач терапевтичного відділення |

### Керівний склад попередніх скликань
| Прізвище, ім'я, по батькові  | Основні відомості                                                       | Суб'єкт висування | Дата обрання | Дата звільнення |
| ---------------------------- | ----------------------------------------------------------------------- | ----------------- | ------------ | --------------- |
| Чиколай Микола Костянтинович | Міський голова, 1948 року народження, освіта вища, член Народної партії |                   | 26.03.2006   | 3.11.2010       |
| Чиколай Микола Костянтинович | Міський голова, 1948 року народження, освіта вища, член Народної партії | Народна партія    | 3.11.2010    | 26.10 2015      |
| Кохан Іван Михайлович        | Міський голова, 1963 року народження, освіта вища, безпартійний         | Самовисування     | 26.10.2015   | 18.12.2016      |
| Кохан Іван Михайлович        | Міський голова, 1963 року народження, освіта вища, безпартійний         | Самовисування     | 18.12.2016   | 25.10.2020      |
| Кохан Іван Михайлович        | Міський голова, 1963 року народження, освіта вища, безпартійний         | «Пропозиція»      | 25.10.2020   |                 |

Примітка: таблиця складена за даними сайту Верховної Ради України

## Історія
Коростишівська міська рада утворена в 1938 році. До 5 січня 2017 року — адміністративно-територіальна одиниця в Коростишівському районі Житомирської області з підпорядкуванням міста Коростишів, сіл Бобрик та Теснівка. Рада складалась з 40 депутатів та голови.

### Населення
Кількість населення ради, станом на 1931 рік, складала 5 767 осіб.
Відповідно до результатів перепису населення СРСР, кількість населення ради, станом на 12 січня 1989 року, становила 28 049 осіб.
Станом на 5 грудня 2001 року, відповідно до перепису населення України, кількість мешканців сільської ради становила 26 068 осіб.